# 北非谍影
是一部1942年的美国爱情电影，影史上最成功的经典电影之一。本片榮獲1944年奧斯卡的最佳影片、最佳導演，和最佳改編劇本獎。这部电影的角色、剧情、以及主题曲 都成为了一种文化标志。2007年美國編劇協會公佈影史「最偉大的101部電影劇本」名單，由「北非諜影」奪冠。

## 开拍前
影片背景设置在二战中受維琪法國控制的殖民地法屬摩洛哥首府卡薩布蘭卡（Casablanca，西班牙文原意是「白屋」，同阿拉伯名“达尔贝达”，兩者易生混淆）。影片由麥可·寇蒂斯导演，剧本是基于默里·伯内特和琼·艾莉森的未公开发表过的舞台剧《大家都来「锐克」咖啡馆》改编的。影片拍摄过程中，虽然主创阵容强大，但也只不过是当年数百部好莱坞电影之一，所有参与者都没有料到影片在公映后取得的非凡成功和在电影史上的不朽地位。通常该片认为不只是一部令人心碎的爱情電影，实际上更是一部宣揚民族主义和爱国主义电影。影片于1942年11月26日在纽约首映，巧合的是，盟军在一周前进入北非并占领卡薩布蘭卡。
编剧艾琳‧戴蒙德在1942年1月劝说制片人哈爾·沃里斯买下这出戏的电影版权。最初计划由朱利叶斯·爱泼斯坦和菲利普·爱泼斯坦来撰写剧本。然而珍珠港事件后，虽然电影公司极力抗争，他们还是去参加了弗兰克·卡普拉的战争宣传片。于是在爱泼斯坦兄弟回来以前都由霍华德·科赫负责剧本的改写工作。凯西·罗宾逊也花了三周时间参与改写剧本，但是他没有被列在演职员表中。沃里斯最初希望威廉·惠勒导演本片，后来转为选择寇蒂斯导演。拍摄工作开始于1942年5月25日，后来在8月3日结束，整个影片都是由华纳兄弟公司拍摄的，取景地包括加利福尼亚的伯班克以及Van Nuys的机场。
本片榮獲1944年奧斯卡的最佳影片、最佳導演，和最佳改編劇本獎。这部电影的角色、剧情、以及主题曲 都成为了一种文化标志。2007年美國編劇協會公佈影史「最偉大的101部電影劇本」名單，由奪冠。

## 情节介绍
故事開始時已是二战期间的1941年12月，玩世不恭的美国人锐克·布莱恩在卡萨布兰卡开了一家名為「锐克美式咖啡」 （Rick's Cafe American）的酒吧。「锐克美式咖啡」非常热闹，顧客包括了当地各色人物，其中不仅有軸心國公民：德國人、意大利人與維琪法國官员，酒吧更是歐洲難民常去寻找逃到自由世界之路的场所。此时，一个意外的机会，尤佳利告诉锐克两个德国信使身上的通行证在自己这里并让锐克代为保管，这两张通行证可以在德國占领区畅通无阻并前往中立国葡萄牙。在挤满了难民的卡薩布蘭卡，这两张通行证毫无疑问是无价之宝。尤佳利原计划晚上在酒吧卖掉这两张通行证，然而他却被警察局长路易·雷诺逮捕并死在了牢房里，不过尤佳利并没有告诉雷诺他已经将通行证交给了锐克。
锐克在门外听到咖啡馆的钢琴家，同时也是他好友的山姆在弹奏《时光流转》。而锐克曾告诉过山姆不要弹奏这首曲子，等他回到咖啡馆里意外遇见了昔日挚爱伊莉莎，原来是她要求山姆弹奏那首曲子。锐克跟伊莉莎在巴黎時墜入情網，并因德军逼近巴黎而決定一起逃難。兩人本來約好在火車站會合，但上火車前锐克竟收到伊莉莎告知不能同行的紙條。在酒吧裡跟伊莉莎一起来的还有她的丈夫，捷克地下阵线领导人维克多·拉塞罗，他们打算逃往美国继续抵抗德国。追踪拉塞罗而来的还有德國少校史特劳塞，他要阻止拉塞罗的逃亡行动。
拉塞罗从當地另一間酒吧藍鸚鵡的老闆法拉利那里打听得知，只有锐克手里的通行证能帮助自己离开卡薩布蘭卡，于是请求锐克幫助他離境。但锐克仍记恨前嫌不願合作并且让他去问自己的妻子。就在他们谈话时史特劳塞带领一群德国军官在咖啡馆内大唱德国军歌《守卫莱茵》，而拉塞罗也让咖啡馆的乐队奏起了《马赛曲》，成功激起咖啡館的法國顧客合唱，与德军分庭抗礼，使得史特勞塞讓雷諾下令馬上關閉酒吧趕走顧客。到了夜晚，伊莉莎进入咖啡馆内遭遇了锐克，甚至还拿出枪威胁他交出通行证。但是她很快也承认自己还爱着锐克，并告訴锐克多年前失约的缘由：當时她已和捷克反纳粹德国地下组织领导人拉塞罗結婚，却误以為丈夫早已死在集中營；仅在臨去火車站前得知拉塞罗仍在人世但身染重疾；两难之中，伊莉莎选择了放棄與锐克的愛情去照顾病危的丈夫。得知此事后锐克原谅了伊莉莎，并且从拉塞罗那儿得知，拉塞罗其实早知道锐克和伊莉莎的恋情，拉塞罗表示他愿意留下并协助锐克和伊莉莎逃出去。
锐克决意救助拉塞罗夫妇。雷诺以一个莫须有的罪名逮捕了拉塞罗，锐克建议他先放了拉塞罗然后以试图用通行证逃跑的罪名逮捕他，他还欺骗雷诺说这是因为他自己要和伊莉莎逃往美国。當雷諾在酒吧企图逮捕拉塞罗夫婦時，锐克拔槍指向雷諾，并当着雷諾的面，开枪击毙了独身追踪而来的史特勞塞少校，使拉塞罗夫妇成功登上飞往里斯本的飛機。锐克忍著內心的痛楚，目送情人随他人而去。當警察追到现场，身为警察所长的雷諾并未点破锐克为凶手，反而下令把警察都引开，然后私下建议锐克一同去参加自由法國抵抗运动。最后，这对老朋友一同消失在雾气濛濛的黑夜中。
- 电影片段（演奏马赛曲） （页面存档备份，存于）
- 电影片段（结尾） （页面存档备份，存于）

## 主要角色

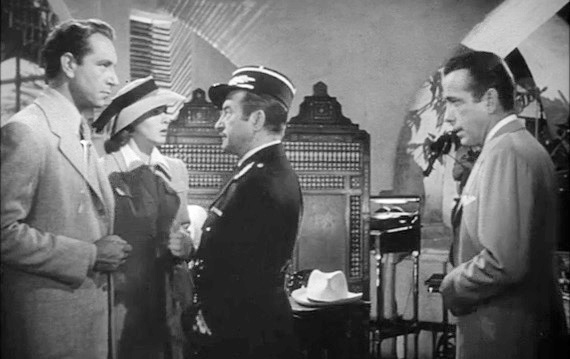
影片中几个主角（从左至右）：维克多·拉塞（保罗·亨雷饰）、伊莉莎·伦德（英格丽·褒曼饰）、路易·雷诺警长（克劳德·雷恩斯饰）、锐克·布莱恩（亨弗莱·鲍嘉饰）

在原著戏剧中一共有16个拥有對白的角色，而在电影剧本中有22個擁有有對白的角色，出场人物總數到達了上百人。演出阵容具有国际化的色彩，演员表中的演员只有3人是出生在美国的，三位主演为：
- 亨弗莱·鲍嘉 饰演 锐克·布莱恩（Rick Blaine）：在卡薩布蘭卡開「锐克美式咖啡」吧的美國人，是個長袖善舞但是態度中立率性而為的酒吧老闆。此片是鲍嘉第一次饰演正面浪漫温情人物。演員為美國人。
- 英格丽·褒曼 饰演 伊莉莎·伦德（Ilsa Lund）：長相清秀心思縝密，是維克多的妻子。是“到访过卡萨布兰卡的最美丽的女子”。在納粹攻佔巴黎前和锐克有一段戀情。伊丽莎的角色被认为是褒曼最不朽的塑造。褒曼的网站称这个人物是她最著名也是最持久的角色。[10] 这个角色的其它候选人包括安·谢里登（英语：Ann Sheridan）, 海蒂·拉玛以及米歇尔·摩根。英格丽·褒曼原本同大卫·O·塞尔兹尼克签订了合同，制片人利用奥丽维亚·德哈维兰才交换到了褒曼[11]。演員為瑞典人。
- 保羅·亨雷 飾演 维克多·拉塞（Victor Laszlo）：自由法國的民主鬥士，多次從納粹集中營逃出及詐死，伊麗莎的丈夫。保羅是一名奥地利演员，儘管他和鲍嘉、褒曼同為主演，但是他跟兩者之间的關系算不上融洽。他稱鲍嘉為平庸的演員，而褒曼則说他是愛發脾氣的人[12]。演員為奧地利人，後歸化美籍。

其他主要演员包括：
- 克劳德·雷恩斯 饰演 路易·雷诺局长（Captain Louis Renault）：在維琪法國控制下的卡薩布蘭加擔任警察總長，個性油條，和锐克是好朋友。克劳德是出生于伦敦的英国演员。
- 彼得·罗 饰演 尤佳利（Ugarte）：維克多在卡薩布蘭加的接待人。演员出生于奥匈帝国，1933年离开了德国。
- 悉尼·格林斯特里特 饰演 法拉利（Ferrari）：經營「藍鸚鵡」酒吧的卡薩布蘭加當地地下集團，和锐克關係友好。演员本人是英国人。
- 康拉德·维德 饰演 納粹德國空軍史特劳塞少校（Major Heinrich Strasser），猜忌多疑。演员是逃离纳粹的德国人，他曾在多部电影中出演纳粹。

列入演员表的其他演员包括：
- 科特·博伊斯（Curt Bois） 飾演小偷：博伊斯是一名德国猶太演员，同时也是難民。他的演藝生涯從1907年一直持续續了1987年。
- 列昂诺夫·金斯基（Leonid Kinskey） 饰演沙克（Sascha）：喜爱着伊冯娜的俄羅斯酒保。演员本人出生于俄国犹太家庭并移民到了美国。
- 玛德琳·勒博（Madeleine LeBeau） 饰演 伊冯娜（Yvonne）：锐克的临时女友。
- 乔伊·派奇（Joy Page） 饰演 布兰德（Annina Brandel）：年轻的東歐难民，也是演员表上第三个美国人。
- 约翰·奎尔伦（John Qualen） 饰演 伯杰（Berger）：维克多的接头人。演员为在美国长大的加拿大人。
- S·Z·萨考尔(S. Z. Sakall) 饰演 卡尔（Carl）：戴眼镜的肥胖服务生。演员在1939年时离开德国。
- 杜利·威爾遜（Dooley Wilson） 飾演 山姆（Sam）：銳克咖啡館的黑人鋼琴家。他是演員表上少有的美國演員，實際上他是鼓手但不會弹鋼琴。甚至在電影已經拍完後，制片人還考慮用配音替换掉他在影片中的歌聲。 [13][14]。

## 制作
本片基于默里·伯内特和琼·艾莉森的舞台剧《大家都来“锐克”咖啡馆》改编而来。华纳兄弟公司的故事分析师斯蒂芬·卡诺（Stephen Karnot）读过这个剧本后赞赏它为“老练的二流剧本”，而编辑艾琳‧戴蒙德则说服制片人哈尔·沃里斯在1942年1月花2万美元买下版权。在好莱坞还从没有人花这么多钱去买一部没有登台表演的戏剧。这个作品被重新命名为卡薩布蘭卡，这是在模仿1938年的热卖电影亚拉巴马。最初定下的拍摄日期为1942年4月10日，后来推迟到了5月25日。拍摄工作结束于8月3日，总共花费了1,039,000美元，其中超支7万5千美元，拍摄费用超过了当时的平均值。拍摄工作是按照剧情进展进行的，这主要是因为拍摄开始时剧本只写出来前半部分。

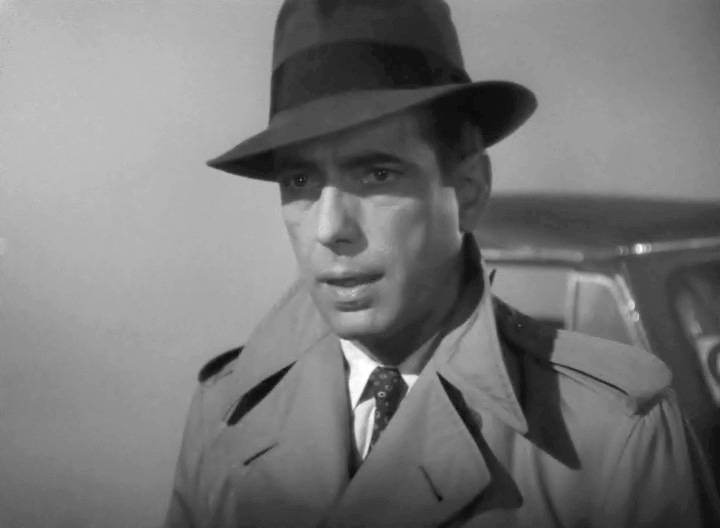
穿着风衣带着尼子软帽的鲍嘉出现在机场时的画面

除了史特劳塞少校到达时的场景是在Van Nuys机场拍摄的，整部电影都是在摄影棚内完成的，另外还利用了一部分巴黎的资料片。影片中用于外景的街道是为了拍摄另一部影片《沙漠之歌》（The Desert Song）最近才搭建好的，并且在拍摄巴黎的那段回忆时进行了修整。一直到20世纪60年代，这些布景还保留在华纳公司的摄影棚内。锐克的咖啡馆是在三个不同的地方搭建的，因此内部场景有些混乱。在某些镜头中，摄像机似乎穿过了咖啡馆的墙壁进入锐克的办公室。在最终的场景中，可以看到背景处有一架洛克希德12型小伊莱克特拉飞机，周围还有几个行人，其实是利用侏儒临时演员和按比例缩小的硬纸板飞机，此外还使用了雾气来掩饰演员的特征。然而，位于福罗里达州奥兰多的迪士尼荷里活影城中保存了一家洛克希德12型飞机，并声称这是在电影中曾经使用过的飞机。影评人罗杰·埃伯特说制片人哈尔·沃里斯是影片的核心创造力，产生了那些吸引他注意的细节，比如说正是在制片人的坚持下蓝鹦鹉酒吧内放置了真正的鹦鹉。
鲍嘉和褒曼之间的身高差产生了一些问题，褒曼比鲍嘉高了大约2英寸（5厘米），她说当两人出现在一个场景中时，导演让鲍嘉站在脚垫上或者是坐在坐垫上。后来还曾有过拍摄后续镜头的计划，将会展示锐克、雷诺以及自由法国的一队士兵出现在一艘船上，加入盟军1942年进攻北非的行动。不过这些镜头对于克勞德·雷恩斯来说太难了，最终另一名导演大卫·O·塞尔兹尼克评价说“改变结尾将会导致致命的错误”从而放弃了这个场景。

### 写作
原先的舞台剧创作起源于1938年，默里·伯内特和他的妻子到欧洲旅行时来到了维也纳，而在此之前不久正值德奥合并，奥地利遭受了排犹运动的影响。在法国南部时他们进入了一家酒吧，看到了多国顾客，其中包括了许多流亡者和难民，此外他们还看到了山姆的原型 。
最初计划由朱利叶斯·哈博斯坦和菲利普·爱泼斯坦来撰写剧本。然而珍珠港事件后，虽然电影公司极力抗争，他们还是去参加了弗兰克·卡普拉在华盛顿拍摄的战争宣传片。在他们离开期间是由霍华德·科赫负责剧本的改写工作的，他写了差不多30到40页的剧本。当一个月后爱泼斯坦兄弟回来时，他们被重新分配到卡萨布兰卡的改写工作之中并且抛弃了科赫所撰写的部分，不过根据科赫自己在两本公开发行的书中却不是这样说的。而在华纳兄弟公司最终的预算之中，爱泼斯坦兄弟的报酬是30,416美元，科赫则得到了4,200美元 。
在戏剧作品中，伊莉莎这个角色是一个名为洛伊丝·梅雷迪思（Lois Meredith）的美国人，一直到她和锐克在巴黎的关系结束之后她才遇到了拉兹洛。而锐克则是一个律师。为了让锐克的动机更加可信，沃里斯、寇蒂斯以及编剧决定将电影的背景时间放在珍珠港事件之前。
没有被列入演职员表的凯西·罗宾逊（Casey Robinson）也进行了三周的改写工作，包括锐克和伊莉莎在咖啡馆的一系列相遇。科赫强化了政治和道德元素，而寇蒂斯则更欣赏爱情部分，坚持要保留在巴黎的回忆。在拍摄工作结束后，沃里斯写完了最后一句台词“路易，我想这是一段美好友谊的开始”，鲍嘉不得不在拍摄结束后一个月重新给这段配音 。
虽然编剧众多，不过埃伯特将其描述为“惊人的统一和一致”。科赫后来宣称剧本是他自己和寇蒂斯之间的妥协“奇怪的是，这些风格差异起到了过滤作用，在某种程度上也许正是这种我和寇蒂斯之间的拉锯战导致了电影达成了某种平衡”。朱利叶斯·爱泼斯坦后来注意到剧本中包含的“老套情节（corn，意同玉米）比堪萨斯州和爱荷华州的玉米还多。不过这些东西的效果再好不过了。”
影片拍摄过程中受到了好莱坞审查体系的干扰，来自海思法典（motion picture production code）的约瑟夫·布林（Joseph Breen）反对在片中加入雷诺局长勒索性贿赂以及锐克和伊莉莎在巴黎同床共枕的内容。为此片方做出了一些改动，删掉了或者修改了一些对话。所有直接涉及到性的内容都被删除，雷诺以签证换取性贿赂以及锐克和伊莉莎性关系的内容都变成了暗示性。在原先的剧本中，山姆弹奏《时光流转》的时候锐克说“你***在弹什么？”这句带有脏话的台词在海思办公室的旨意下被移除了。

### 导演
沃里斯最初想选择威廉·惠勒做导演，在得知这不可能后他选择了自己的好友麦可·寇蒂斯。柯蒂斯是匈牙利犹太人，他在20年代来到美国，但是他在欧洲的部分家庭成员成为了难民。
罗杰·埃伯特评论本片说“只有很少的镜头…像真正的镜头那样令人难忘”，柯蒂斯希望通过画面叙述故事而不是让它们相互独立。导演对故事剧情的贡献很少，凯西·罗宾逊说柯蒂斯“对故事一无所知……他观察画面而你得提供故事” 。
评论家安德鲁·萨里斯（Andrew Sarris）称本片为“作者理论的最大例外”，萨里斯是这个理论在美国最突出的拥护者之一。 阿尔琼·哈尔梅兹（Aljean Harmetz）则回应说“华纳兄弟公司的每一部影片差不多都不符合作者理论”。而其他评论家则更看重柯蒂斯的贡献，西德尼·罗森茨维格（Sidney Rosenzweig）在他对导演所做的研究中说，本片是柯蒂斯强调道德困境的一个典型代表。
第二小组的剪辑工作，比如开场时的难民潮以及进攻法国的场面，是由唐·西格尔（Don Siegel）执导的。

### 摄影

洛林十字，自由法国的标志

本片的摄影师为亚瑟·爱迪生（Arthur Edeson），他是一个经验丰富的老手，曾经拍摄过《马耳他之鹰》以及《科学怪人》。需要一提的是褒曼的拍摄，所有关于她的镜头拍的都是她更钟情的左半脸。通常还要加上一层柔化滤纱再打上捕捉光使她的眼睛看起来更加明亮，所有这些努力都是希望能让她的脸看上去拥有“说不出的悲伤、温柔以及怀旧” 酒吧里穿过演员以及背景中的影子象征了监狱、十字架、自由法国以及诸多情感上的动荡。 多处场景中运用了黑色电影以及表现主义的灯光效果，这在电影的最后最为明显。罗森茨维格说这些灯光和阴影效果是柯蒂斯电影的经典元素，除此以外还有流动的拍摄作业以及将环境用作取景器。

### 音乐
马克斯·施泰纳创作了本片的音乐，他最著名的电影配乐是为乱世佳人而作的。由赫尔曼·霍普菲（Herman Hupfeld）所作的“时光流转”这首歌在原本的戏剧中就属于故事的一部分，Steiner想用自己的作品取代它，不过褒曼已经剪短了头发为她在《丧钟为谁而鸣》中的下一个角色做准备，因而已经无法重新拍摄包含歌曲的那些镜头所以施泰纳在这首歌以及法国国歌马赛曲的基础上创作了整部电影的配乐，再根据情绪变化对它们进行转换。
值得注意的是史特劳塞和维克多在锐克酒吧里的“歌曲争执”。在配音带中马赛曲是由完整的管弦乐队演奏的。最初，这段对抗中使用的纳粹音乐为《霍斯特·威塞尔之歌》，它也被称作《旗帜高扬》，然而这只歌在非同盟国地区依然受国际版权的保护。因此本片使用了《守衛萊茵》（Die Wacht am Rhein）替代。在本片中象征德国的地方使用了德国国歌《德意志之歌》的第一个小节作为配乐，而象征盟国的地方则用了马赛曲。
其他歌曲包括:
- “It Had to Be You”, 艾沙姆·琼斯（Isham Jones）作曲，格斯·卡恩（Gus Kahn）填词
- “Shine”，福特·达布尼(Ford Dabney)作曲，塞西尔·麦克(Cecil Mack)以及卢·布朗(Lew Brown)填词
- “Avalon”，艾尔·乔森（Al Jolson）、布迪·德西尔瓦（Buddy DeSylva）以及文森特·罗丝（Vincent Rose）填词作曲
- “Perfidia”，阿尔贝托·多明格斯（Alberto Dominguez）
- “The Very Thought of You”，雷·诺布尔（Ray Noble）
- “Knock on Wood”，杰罗姆（M. K. Jerome）作曲，杰克·舍尔（Jack Scholl）作词，这是唯一的原创音乐。

2012年12月14日，巴黎回忆中出现的钢琴以600,000的价格被一位匿名买家买走。

## 上映时间
尽管最初定下的上映时间是在1943年的春天， 本片于1942年11月26日在纽约的好莱坞剧院上映，巧合的是盟军进攻北非恰好在一周前夺下卡萨布兰卡。在1500座的剧院内，这部电影在10周时间内获得了255,000美元的票房。而大规模上映则在1943年的1月23日，得益于温斯顿·丘吉尔和富兰克林·罗斯福之间所召开的卡薩布蘭卡會議，本片获得了可观但是并不出人意料的票房收入，美国国内票房为370万美元，是1943年排名第7的卖座电影。美国战时新闻局（United States Office of War Information）为了防止引发维希政府支持者的反感，阻止了本片在北非地区的上映。

## 评价

### 最初的反应
本片得到了一致的好评，纽约时报的博斯利·克劳瑟（Bosley Crowther）写道“华纳公司…拍摄了一部令人心灵为之一颤的电影”纽约时报向本片所蕴含“情绪、幽默、悲怆的紧张剧情片以及毛骨悚然的阴谋片”致敬。他表扬说剧本质量是最棒的演员的表演也是一流的 。
商业期刊《綜藝》评价说本片“综合了上乘的表演，引人入胜的故事，简洁的导演”以及“多变的情绪、动作、悬疑、喜剧以及戏剧效果使得本片获得了A-1级的票房表现”。“本片很好地宣传了反轴心国思想，特别是这种宣传效果是剧情的副产品并且对剧情产生了贡献而不是阻碍。”评论同样表扬了鲍嘉和亨利“可能正如人们预料的那样，鲍嘉更适合表现苦涩和愤世嫉俗的结合体而不是一个情人，不过他能以极佳的技巧同时处理这两个任务”。
其它一些评论没那么热情，《纽约客》评论说本片“相当不错”。

### 持久的影响
本片的影响力在大众中逐渐增加。默里·伯内特说它是“真实的昨天、真实的今天、真实的明天”。1955年，本片累计获得了680万美元的收入，使它成为华纳公司第三卖座的战时电影（仅次于《Shine On, Harvest Moon》以及《This is the Army》）。1957年4月21日，马萨诸塞州剑桥的布拉特尔（Brattle）剧院将本片作为老片展示季的影片之一。它受欢迎到哈佛大学在期末考试周时会放映这部电影，这个传统一直持续到了今天。还有其它一些学校也继承了这个传统，社会学教授托德·吉特林（Todd Gitlin）曾经出席过一次这种放映，他把这种经历描述成“我本人成年礼的表演”。这种传统帮助本片在许多40年代电影消失殆尽的时候依然非常受欢迎。1977年时，本片是美国电视上播放最频繁的电影。
在本片50周年纪念时，洛杉矶时报说卡萨布兰卡的巨大力量来自“纯净的好莱坞黄金时代以及响亮假话的持久手艺”。鲍勃·施特劳斯（Bob Strauss）在报纸上写道本片在戏剧、爱情和悬疑之间获得了“近乎完美的娱乐平衡”。
根据罗杰·埃伯特所说，本片“可能是有史以来被列入最伟大影片名单最多的单项作品，甚至超过了《公民凯恩》”，这主要是由于它广泛的感染力。埃伯特认为公民凯恩通常被认为是一部伟大的影片而本片则更加被喜爱 。埃伯特说他从来没听过本片的负面评价，不过某些个人因素还是会遭到批评，比如不真实的特效以及拉塞罗角色的生硬。鲁比·贝尔默（Rudy Behlmer）强调了本片的多样性“它混合了戏剧、情节剧、喜剧以及阴谋”。
埃伯特说本片之所以受欢迎是因为“片中的人物都是好人”这是一颗“璀璨的宝石”。作为抵抗组织的英雄，拉塞罗显然是最高尚的，虽然他很僵硬以至于人们无法喜欢他。其他的角色，用贝尔默的话说，“不那么僵硬和枯燥”在片中展示了自己美好的一面。雷诺在影片开始时是纳粹的合作者，他向难民索要性贿赂并且杀害了尤佳利。根据贝尔默所说，锐克“不是英雄……不是坏人”：为了和当局和平相处他竭尽所能，“不为任何人出头”。而伊莉莎，尽管是主角中最缺乏主动的，在最爱哪个男人的问题上“进行了情感上的挣扎”。在影片的最后“所有人都做出了牺牲”。
少数评论持不同意见保利娜·克尔（Pauline Kael）认为“本片远远算不上伟大，但它有一种吸引人的莎士比亚式浪漫情怀”。翁贝托·埃可写道“根据严格的评价标准……这部影片是一部非常平庸的电影”。他把角色性格的变化视作是不一致而不是复杂：“这是连环画、大杂烩，缺乏心理上的可信度，就喜剧效果来说缺乏连续性。”
在1982年11月到12月之间出版的《美国电影》中，查克·罗斯（Chuck Ross）宣称他重新打出了本片的剧本，把标题改回“大家都来锐克咖啡馆”并把钢琴家的名字用片中演员的名字替代，然后寄给了217名经纪人。其中85名读了它，这些人中38人直接拒绝了，33人认出来了（只有8人指出这是《卡萨布兰卡》），3人认为它在商业上具有可行性，而有一人建议把它改写为小说。

### 对后来作品的影响
许多后来的电影都拥有本片的元素，1944年的《Passage to Marseille》重新集合了本片的亨弗莱·鲍嘉、克劳德·雷恩斯、麦可·寇蒂斯、悉尼·格林斯特里特、彼得·罗等人物。鲍嘉后来所拍的两部电影也很本片有许多相似之处。
对本片的模仿包括1946年馬克思兄弟的《卡萨布兰卡之夜》（A Night in Casablanca）、1978年尼尔·西蒙（Neil Simon）的《廉价侦探》（The Cheap Detective）、2001年的Out Cold。1995年的《非常嫌疑犯》从本片获得了标题。伍迪·艾伦1972年的《再来一遍，山姆》（Play It Again, Sam）中，杰里·拉齐（Jerry Lacy）所饰演的人物性格继承自鲍嘉所饰演的锐克。
本片的剧情是科幻电视电影《Overdrawn at the Memory Bank》的线索，这部影片基于John Varley的故事改编而来。本片出现在了特里·吉列姆的反乌托邦电影《妙想天开》中。华纳兄弟公司自己也拍摄过恶搞本片的电影，不过那是在兔八哥的卡通之中。在阿根廷小说家埃德加·布劳（Edgar Brau）所写的小说《卡萨布兰卡》中，主人公走进锐克美式咖啡馆，听山姆讲述一个奇怪的故事。

## 解读
本片有多重不同的解读。根据符号学解释，由于本片包含了各种约定俗成的冲突模式因而它才会如此受欢迎。 翁贝托·埃可解释说
因而卡萨布兰卡不仅仅是一部影片，它是许多电影，一个集合。当所有这些原型聚集在一起时就达到了荷马史诗的深度。两句陈腔滥调使我们发笑，一百句陈腔滥调感动了我们。我们朦胧中意识到陈腔滥调在相互交流，庆祝它们自己的团聚。
埃可还挑出“牺牲”作为本片的关键主题之一：“关于牺牲的神话充满了这部影片”。正是这个主题引起了战时观众的共鸣，他们安慰自己可以如此浪漫地为更伟大的事业做出痛苦的牺牲以及走向战争。。
科赫还将这部电影视作一个政治寓言。锐克和富兰克林·罗斯福之间有相似之处，他“不愿走向战争，除非环境以及他自己的高尚品格让他关掉了赌场并且犯下错误，先是资助右派然后再为之而战。影片的片名也强调了这点，因为卡薩布蘭卡在西班牙语中的意思就是白宫。
哈维·格林伯格（Harvey Greenberg）则发表了一个佛洛依德式的解读，锐克所犯的阻止他回到美国的罪行构成了一种恋母情结，只有当他辨认出了拉塞罗所代表的父亲形象以及他所代表的事业这个问题才能得到解决。西德尼·罗森茨维格（Sidney Rosenzweig）认为这种解读过于简化，本片最重要的地方在于它的模棱两可，而最核心的表现人物就是锐克。比方说不同的角色对锐克有不同的称呼（理查德、瑞奇、锐克先生、哈利·锐克、老板等等），这表示他面对不同的角色时有不同的意义。

## 奖项
因为本片发行于1942年11月，纽约影评人协会决定颁发1942年的最佳电影奖给《In Which We Serve》而不是本片。而美国电影学会则认为由于本片的全国放映是在1943年，所以它应该在1943年提名。它一共获得了8项奥斯卡提名并赢得了3项。当宣布本片获得最佳影片奖时，制片人哈爾·沃里斯站起来时却发现华纳兄弟公司的老板杰克·华纳走上了领奖台领取小金人。后来沃里斯回忆起此幕“我别无选择只能重新坐下，感到羞辱和愤怒……大约40年后，我还是不能从那种震惊中恢复过来。”这个小事故导致沃里斯在4月份离开了华纳公司。
| 奖项               | 类别               | 提名                                              | 结果 |
| ------------------ | ------------------ | ------------------------------------------------- | ---- |
| 第16届奥斯卡金像奖 | 最佳影片           | 华纳兄弟公司 （制片人）                           | 獲獎 |
| 第16届奥斯卡金像奖 | 最佳导演           | 麥可·寇蒂斯                                       | 獲獎 |
| 第16届奥斯卡金像奖 | 最佳男主角         | 亨弗莱·鲍嘉                                       | 提名 |
| 第16届奥斯卡金像奖 | 奥斯卡最佳改编剧本 | 朱利叶斯·爱泼斯坦、菲利普·爱泼斯坦以及霍华德·科赫 | 獲獎 |
| 第16届奥斯卡金像奖 | 最佳男配角         | 克勞德·雷恩斯                                     | 提名 |
| 第16届奥斯卡金像奖 | 最佳摄影           | 亚瑟·爱迪生                                       | 提名 |
| 第16届奥斯卡金像奖 | 最佳剪辑           | 欧文·马克思                                       | 提名 |
| 第16届奥斯卡金像奖 | 最佳配乐           | 馬克斯·史坦納                                     | 提名 |

在1989年，美国国家影片登记部将本片永久保存并且认为本片具有“文化、历史或者美学重要性”。在2005年，它被《时代周刊》列为80年来最伟大的100大影片。编剧教师罗伯特·麦基（Robert McKee）坚持本片拥有有史以来最伟大的剧本。2006年，Writers Guild of America, west经过投票将其列入最伟大的101部剧本之一。美国电影学会把本片列入了自己的多个榜单。
| 年份 | 分类                    | 提名                | 排名                      |
| ---- | ----------------------- | ------------------- | ------------------------- |
| 1998 | AFI百年百大电影         |                     | 2                         |
| 2001 | AFI百年百大惊悚电影     |                     | 37                        |
| 2002 | AFI百年百大愛情電影     |                     | 1                         |
| 2003 | AFI百年百大英雄與反派   | 锐克·布莱恩（英雄） | 4                         |
| 2004 | AFI百年百大电影歌曲     | 《时光流转》        | 2                         |
| 2005 | AFI百年百大电影台词     |                     | 5, 20, 28, 32, 43, 以及67 |
| 2006 | AFI百年百大歌舞電影     |                     | 32                        |
| 2007 | AFI百年百大电影十周年版 |                     | 3                         |

## 家庭媒体发行
最初，Magnetic Video公司发行了本片Betamax以及VHS格式的录影带，后来则是由CBS/Fox影像发行。1991年米高梅/联艺家庭娱乐发行了本片的光碟，1992年又
为透纳娱乐公司发行了VHS格式的影像，如今则是由华纳家庭影像发行。米高梅在1997年第一次发行了本片的DVD，并且包含了制作特辑，2000年时华纳家庭影像又重新发行了这一版的DVD。2003年又发行了两碟装的特别版，包含了音乐专辑、文档以及修复的视频和音频特辑 。2006年11月14日时发行了本片的HD DVD，它所包含的特辑和2003年版的DVD相同。观众们对于这版HD DVD的高分率非常惊讶。
2008年12月2日时发行了本片的蓝光版本，它同样包含了DVD的版本。
首发蓝光碟是一个非常昂贵的套装，包含了一本小册子、一个行李标签以及许多其它的附赠品。最终，在2009年9月发行了标准的蓝光碟。2012年3月27日，华纳发行了一版新的70周年限量纪念版蓝光/DVD套装。这个套装包括4K分辨率的画面以及一些新的额外附赠。

## 续集以及其它版本
当本片大获成功之后，就有人开始讨论拍摄续集。其中一个标题为“布拉柴维尔”，这是在影片最后雷诺打算前往的自由法国城市，虽然有这个计划但是从来没有拍摄过。从那以后，没有哪家电影公司认真考虑过拍摄一部续集或者彻底重拍。法蘭索瓦·杜魯福曾在1974年拒绝过重拍本片的邀请，他的理由是在美国学生中已经形成了对本片的狂热崇拜。也有人试图重新体验本片所获得的那种成功，比如1980年的《Caboblanco》，它被视作以美国南部为背景的翻拍版卡萨布兰卡，还有1990年的《Havana》，以及1996年上映背景设置于2017年的影片《Barb Wire》。
1998年华纳公司曾授权迈克尔·沃尔什（Michael Walsh）出版小说《时光流转》，这部小说从影片结尾的地方开始，同时也讲述了锐克在美国的神秘过去，不过这本小说反应平平。大卫·汤姆森（David Thomson）曾在1985年发表过一个非官方的续作小说《嫌疑犯》（Suspects）。
另外还有两部短命的电视连续剧是以卡萨布兰卡为基础的，它们都可以视作是前传。第一个连续剧播放与1955年到1956年之间，查尔斯·麦格劳（Charles_McGraw）饰演锐克，而曾在电影中饰演赌场庄家的马塞尔·戴利奥（Marcel Dalio）则在电视剧里扮演雷诺；这个电视剧作为华纳公司的一个轮播剧在ABC电视台播出，节目总长达到了10个小时。另一个节目最初于1983年在NBC电视台播出，大卫·索尔饰演锐克，雷·利奥塔饰演萨沙，雷·李欧塔（Ray Liotta）则饰年轻一些的山姆，这个电视剧的总长为5个小时。
本片拥有多部广播改编剧。最有名的两个包括1943年4月26日播放，包括由鲍嘉、褒曼、亨雷等原班人马出演，在The Screen Guild Theater节目中播出的一个广播剧，它的总长度达到了半个小时。而1994年1月24日在Lux Radio Theater栏目播出的广播剧长度达到了一个小时，由艾伦·拉德（Alan Ladd）出演锐克，海蒂·拉玛出演伊莉莎，约翰·洛德（John Loder）扮演维克多。Philip Morris Playhouse栏目在1943年9月3日，heater of Romance栏目在1944年12月9日分别播出了另外两个广播剧，在后一个广播剧中杜利·威尔逊继续饰演山姆这个角色。
朱利叶斯·爱泼斯坦分别于1951年和1967年两次尝试将本片改写为百老汇音乐剧，不过从来没有进行过演出 。而原始的戏剧《大家都来锐克咖啡馆》于1946年8月在纽波特开演，1991年4月还曾在伦敦进行过演出，不过没有获得成功。日本的寶塚歌劇團曾把本片改编为音乐剧，于2009年11月到2010年2月之间进行演出，这个剧团所有的成员均为未婚女性，男性角色也由女性反串表演。

### 上色
20世纪80年代，本片陷入了关于影片彩色化的争论，当时TBS电视台播放了本片的彩色版。1984年，米高梅公司花18万美元雇佣了彩色系统科技公司（Color Systems Technology）将本片彩色化。两年后透納娱乐公司的泰德·透納买下了米高梅的电影库，在1988年同美国电影科技公司（American Film Technologies）签订合同之前，他又取消了这个要求。美国电影科技公司花费45万美元在两个月内完成了彩色化的工作，透納后来如此回应关于彩色化的批评：“[本片]是少有的那些不需要彩色化的电影之一。我不这么做是因为我不想。我想做的只是保护我的投资。”
国会图书馆认为上色之后的电影和原版差别很大因此它给予透納公司一个新的版权。当WTBS电视台播出彩色版的电影时，有300万观众观看了本片，不过它没能挤进那一周的有线电视收视率前十名。尽管洛杉矶时报的杰克·马修斯（Jack Matthews）称上色后的作品为技术先进，大多数人却给出了负面评价。基本上只能通过家庭影像才能看到彩色版的卡萨布兰卡。加里·埃杰顿（Gary Edgerton）在《大众电影与电视》（Journal of Popular Film & Television ）中这样评论彩色化“彩色版卡萨布兰卡的表现力枯燥了许多，总而言之它的视觉效果不如1942年的版本。” 鲍嘉的儿子斯蒂芬（Stephen）说“如果你打算将卡萨布兰卡上色，为什么不给维纳斯雕像穿上衣服呢？”

## 谣言
围绕本片产生了诸多的谣言与误解，其中之一是罗纳德·里根是锐克一角的最初人选。这个说法最初来源于电影拍摄初期电影公司发行的新闻稿，不过实际上那个时候电影公司就已经知道雷根要去從军，而且他也从来没有认真考虑过这个角色。加里·埃杰顿（George Raft）声称他曾经拒绝过出演主角。而电影公司的记录则证明沃里斯从一开始考虑的就是鲍嘉 。
另一个广为人知的故事是演员一直到最后一天才得知电影的结尾是什么。在最初的戏剧中，所有的事件都发生在咖啡馆内，最后的结尾是锐克把伊莉莎和维克多送去了机场。在剧本创作过程中主创人员讨论了拉塞罗死在卡萨布兰卡而锐克和伊莉莎一起逃离的可能性。不过凯西·罗宾逊在拍摄前这样写给哈尔·沃里斯，“当锐克把伊莉莎和维克多送上飞机后影片的结尾形成了一种转折。锐克的举动不仅拯救了一段三角恋，而且他迫使那个女孩去履行自己的天性，迫使她继续反抗运动，在战争期间这要比两个小人物的爱情重要的多”。伊莉莎不可能为了锐克而离开拉塞罗，因为1930年时的影片拍摄条例（United States Motion Picture Production Code of 1930）不允许一个女人为了其他男人离开自己的丈夫。问题不在于伊莉莎是不是应该同拉塞罗离开，而是如何运作出这个结果。当爱泼斯坦兄弟两开车经过日落大道时，因为Beverly Glen的灯光而停了下来，他们想到了解决方法。几乎是同时，两人转向对方喊了出来“围捕可疑的嫌犯” 当汽车经过费尔法克斯（Fairfax）街区和卡哥（Cahuenga）隧道穿过华纳公司位于伯班克的大门时，朱利叶斯·爱泼斯坦说他们产生了“让流泪的褒曼和忽然变得崇高的鲍嘉告别”这样一种想法，于是关于结尾的问题引刃而解。
之所以产生这种传闻可能是因为后来褒曼不知道自己到底要爱上哪个男人。在拍摄过程中确实发生过改写，阿尔琼·哈尔梅兹对剧本的调查表明许多关键场景是在褒曼知道结尾后才拍摄的：用埃伯特的话说，所有的困惑都是情感上的，而非情节上的。

## 错误和漏洞
本片拥有几处逻辑缺陷，首先是那两封“通行证”允许送信人离开维希法国的领土。尤佳利说这些证件是由自由法国的戴高乐将军或者维希法国的馬克西姆·魏剛将军签署的。官方发行的DVD英文字幕中写的是戴高乐，而法文字幕中写的是魏刚。魏刚是管辖法属非洲的维希法国政权的代表，直到电影拍摄前一个月才下台，此时距离剧本创作已经过去了近一年。而戴高乐则是自由法国流亡政府的首领，维希法国的军事法庭判处戴高乐有叛国罪并于1940年8月2日在被告缺席的情况下宣布对他施以无期徒刑，因此一封由戴高乐签署的信件不会有什么作用。作为经典的麥高芬，这些通行证是由琼·艾莉森在原作戏剧中创造的而且从来没人怀疑。锐克曾跟雷诺说过这些通行证无法让伊莉莎逃脱，更别说拉塞罗了：「在卡萨布兰卡，人们並没有自由遷徙的法律权利」。
同样的，虽然拉塞罗坚持纳粹不会逮捕他，他这样说「这依然是没被占领的法国，任何破坏中立的行为都会影响雷诺局长的声誉」。但埃伯特指出「拉塞罗可以大摇大摆地行走是完全没有道理的⋯⋯他会在大庭广众下被逮捕」 然而哈尔梅兹则说特劳塞允许拉塞罗行动，希望他能说出 欧洲德国占领地区抵抗运动的头目，以此作为交换让他和伊莉莎前往里斯本。
其它一些错误包括不准确的法属摩洛哥的旗帜。二战时德国没有在卡萨布兰卡派驻过穿制服的军人 。
哈尔梅兹表示当时很少会有难民像电影中描述的那样途經卡萨布兰卡。通常逃离德国的路线是经过维也纳、布拉格、巴黎和伦敦。另外一些人则从法国出发翻越比利牛斯山前往西班牙。本片的技术顾问罗伯特·艾斯纳（Robert Aisner）调查出了本片开头前往摩洛哥的路线。

## 著名台词
本片最容易被人引用的台词之一“Play it again, Sam”（再弹一遍，山姆）实际上是错误的引用，当伊莉莎第一次进入锐克的咖啡馆，她认出了山姆然后问他“Play it once, Sam, for old times' sake”（弹一次吧！山姆，看在往日的情份上）山姆假装不知，伊莉莎说“Play it, Sam. Play ‘As Time Goes By’”（弹吧，弹时光流转）。当晚晚些时候，锐克和山姆独处时说“你能为她弹，就能为我弹”“如果她能忍受得了，我也能”。
- Play it, Sam. Play 'As Time Goes By. -（常被人錯記成「Play it again, Sam.」）
- Here's looking at you, kid. -锐克對伊莉莎前後說了四次的祝酒词（但後兩次不在喝酒的場合）：「永誌不忘！」直譯為「女孩，為"正看著妳"而喝。」（這是英文祝酒詞的句型，但這裡Here's後面省略了介係詞to）
- Of all the gin joints in all the towns in all the world，she walks into mine. -「全世界有这么多城市，城市里有这么多酒吧，可她却偏偏来到我的酒吧。」-锐克
- Louis, I think this is the beginning of a beautiful friendship. -「路易，我覺得這是一段美好友誼的開始。」-锐克（片尾台词）
- If you knew how much I loved you, how much I still love you. -伊莉莎
- We will always have Paris. -「我們將永遠擁有巴黎（的那段恋情）。」

## 鋼琴
電影中，女主角英格烈·褒曼要求夜店駐場歌手用鋼琴彈奏 As Times Goes By 一曲。這部經典的橙色鋼琴在紐約2014年11月24日的拍賣會中，最終以超過二千六百萬港元成交。